# Rue Général de Gaulle
De rue Général de Gaulle is een gemeenteweg in de Franse gemeente Montlouis-sur-Loire (Indre-et-Loire).
Deze straat werd aangelegd in 1881 samen met de rue de la République en de rue Nouvelle in het kader van de stadsvernieuwing om een betere toegang tot het centrum van de gemeente te creëren. De straat volgt het parcours van een eerdere voetweg. De straat kreeg haar huidige naam naar aanleiding van een bezoek van president Charles de Gaulle aan Montlouis-sur-Loire op 9 mei 1959. De bebouwing langsheen de rue Général de Gaulle dateert van na de aanleg van de straat, buiten enkele oude schuren. Ook zijn er nog enkele oude waterputten achter de nieuwe huizen. De straat loopt van de rue du Maréchal Foch in het noorden naar het rondpunt van de rue Rabelais in het zuiden en wordt gekruist door de rue de la République.